# Parc national de la Tijuca
Le parc national de la Tijuca se situe dans la ville de Rio de Janeiro, au Brésil. S'étendant sur près de 4 000 hectares, il couvre une partie du massif de la Tijuca qui domine le relief montagneux du parc, et passe pour la plus grande forêt urbaine du monde. Parmi les éléments touristiques du parc, pistes, grottes et cascades, se trouvent des repères célèbres de la ville, comme la Pierre de la Gávea, le Corcovado et la statue du Christ Rédempteur, ou encore le Pic de Tijuca, point culminant du parc, à 1 022 mètres au-dessus du niveau de la mer. La forêt contient également quelque 30 cascades. En 2012, l’UNESCO a désigné les paysages autour de Rio de Janeiro, y compris le parc, comme site du patrimoine mondial.
C'est la seule forêt tropicale dense primaire située au cœur d'une agglomération avec le parc national du Banco à Abidjan en Côte d'Ivoire.
La zone est constituée de végétation secondaire, car elle est le résultat du reboisement réalisé sous le Second Règne, lorsqu'il devint évident que la déforestation causée par les plantations de café nuisait à l'approvisionnement en eau potable de l'époque capitale de l'Empire. Plus de 230 espèces d'animaux et d'oiseaux vivent dans le parc : parmi eux, les sapajus, les nasua nasua, les dasyprocta, les chiens sauvages, les agoutis, les trochilidae et les grives.

## Histoire
Créé le 6 juillet 1961, il couvre une surface de 3 972 hectares, dans laquelle s'inscrit la forêt de Tijuca (Floresta da Tijuca). Il joue un rôle essentiel pour la cité de Rio, prévenant l'érosion des pentes, inondations et effondrements et en réduisant la pollution atmosphérique. Il possède également diverses sources d'eau qui contribuent à approvisionner la ville, en même temps que récréation et qualité de vie aux habitants, en plus de préserver le paysage et de développer le tourisme. La préservation du parc est directement liée au bien-être, à la santé et à la richesse de la ville, dont elle est peut-être le plus grand patrimoine.

## Description
Le parc national de Tijuca couvre environ 3,5% de la superficie de la municipalité de Rio de Janeiro. Bien qu’il s’agisse du plus petit parc national du Brésil, il est le plus visité du pays, avec environ 2 millions de visiteurs par an. Le parc est situé dans la partie centrale de la commune, son territoire n'est pas pour autant continu mais s'entremêle avec la zone urbaine. Quatre secteurs le composent :
1. le secteur A, qui comprend la forêt de Tijuca
2. le secteur B, avec la Serra da Carioca (chaîne de la Carioca), la colline du Corcovado (Morro do Corcovado) et le Point de Vue Chinois (Vista Chinesa)
3. le secteur C, qui regroupe la Pedra Bonita, la Agulhinha da Gávea et la Pedra da Gávea
4. le secteur D, composé de la Serra dos Pretos Forros e Covanca

Compte tenu de la dispersion du parc, la lutte contre l'occupation illégale est une préoccupation permanente. Le parc est actuellement cogéré par l'Institut Chico Mendes de Conservation de la Biodiversité (ICMCBio) et par la Commune de Rio de Janeiro. La société civile est incitée à participer à parc à travers des ONG comme l'Association des Amis du Parc National de la Tijuca.

## Faune
Le parc est fréquenté par 71 espèces de mammifères. Trois carnivores fréquentent le parc, soit le renard des savanes (Cerdocyon thous), le coati commun (Nasua nasua) et le raton crabier (Procyon cancrivorus). Il est aussi visité par trois espèces de primates, soit l'apelle (Cebus apella), le saïmiri commun (Saimiri sciureus) et le ouistiti commun (Callithrix jacchus) et par deux xénarthres, soit le fourmilier à collier (Tamandua tetradactyla) et le paresseux à gorge brune (Bradypus variegatus). Les petits mammifères sont représentés par l'écureuil de Guyane (Guerlinguetus aestuans), le rat noir (Rattus rattus), le paca (Agouti paca), l'agouti doré (Dasyprocta leporina), Sphiggurus insidiosus, Trinomys dimidiatus, le sarigue du Sud-Est brésilien (Didelphis aurita), Philander frenatus et le Lapin du Brésil (Sylvilagus brasiliensis). Il est finalement fréquenté par 46 espèces de chiroptères.

## Tourisme

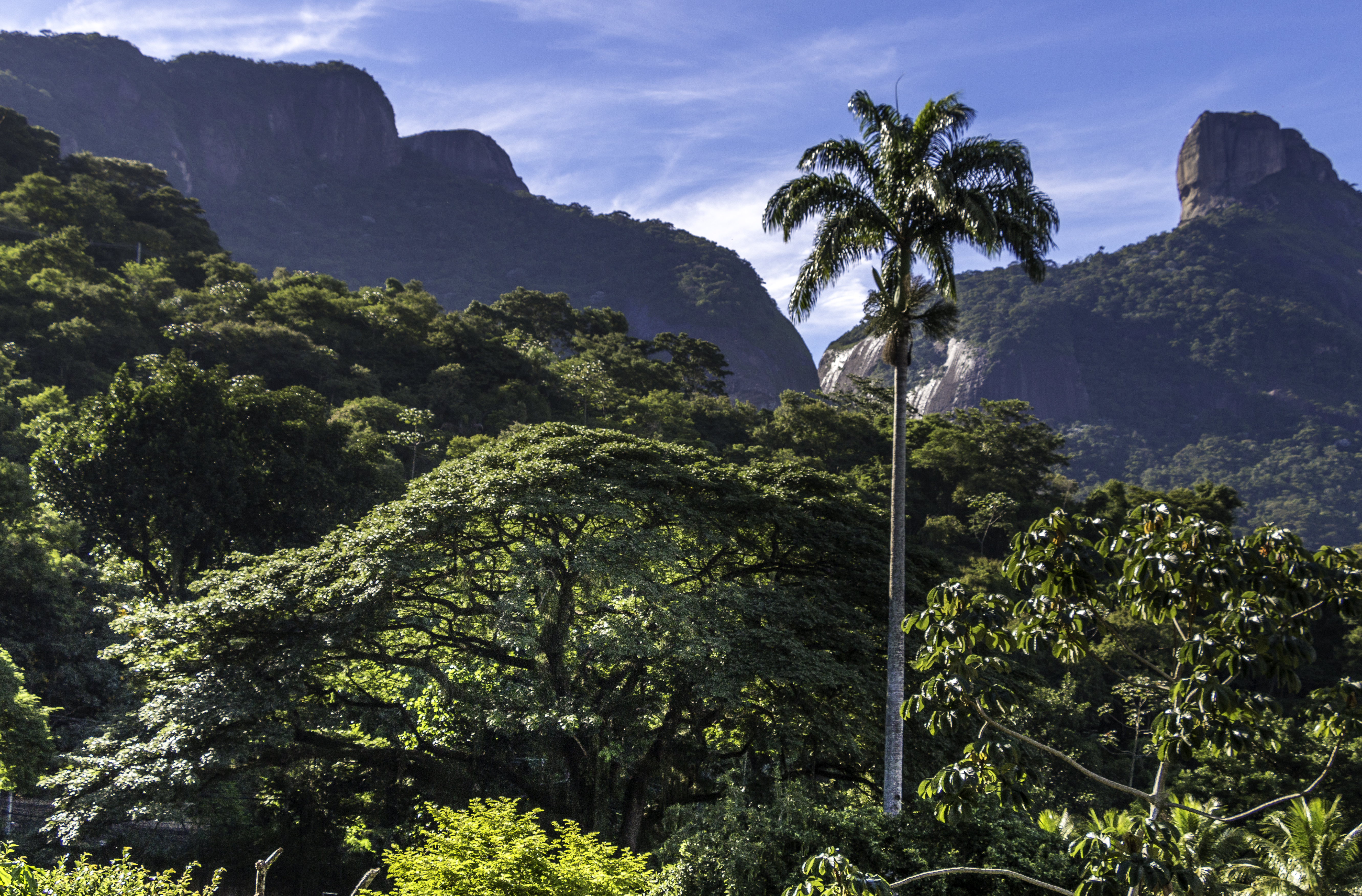
Forêt de Tijuca et Pedra da Gávea.

Compte tenu de sa proximité avec la ville, le parc est très fréquenté : en 2016, le parc a reçu 3 305 010 visiteurs. Le parc contient un certain nombre d’attractions, la plus célèbre étant la sculpture colossale du Christ Rédempteur. D’autres attractions incluent la cascade Cascatinha ; la chapelle Mayrink, avec des peintures murales peintes par Cândido Portinari ; le belvédère de style pagode à Vista Chinesa ; et une table géante en granit appelée Mesa do Imperador (« Table de l’empereur »). Il y a de nombreux sentiers de randonnée. Les destinations courantes sont : la cascade de Diamantina, le bec de perroquet (Bico do Papagaio), le pic de Tijuca (Pico da Tijuca), le circuit des grottes (Circuito das Grutas), la colline de l’Archer (Morro do Archer), la colline d’Anhanguera (Morro da Anhanguera), le belvédère Excelsior (Mirante do Excelsior) et la grotte de la chauve-souris (Caverna dos Morcegos).

## Lieu de tournage
Certaines séquences du film d'aventure L'Homme de Rio, réalisé par le cinéaste français Philippe de Broca et sorti en 1964, ont été tournées dans la forêt de Tijuca. Leurs actions sont cependant supposées se dérouler dans la forêt amazonienne.
En 2018, une équipe de l'émission Secrets d'Histoire a tourné plusieurs séquences dans le parc dans le cadre d'un numéro consacré à l'empereur Pedro II, intitulé Pedro II, le dernier empereur du Brésil, diffusé le 8 août 2019 sur France 2.

## Galerie

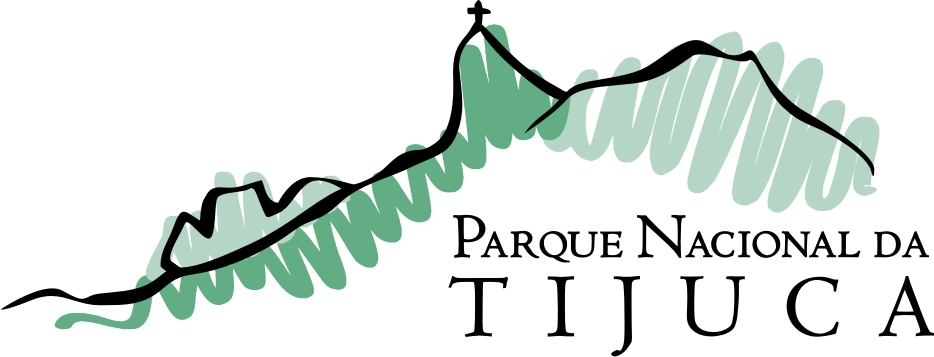
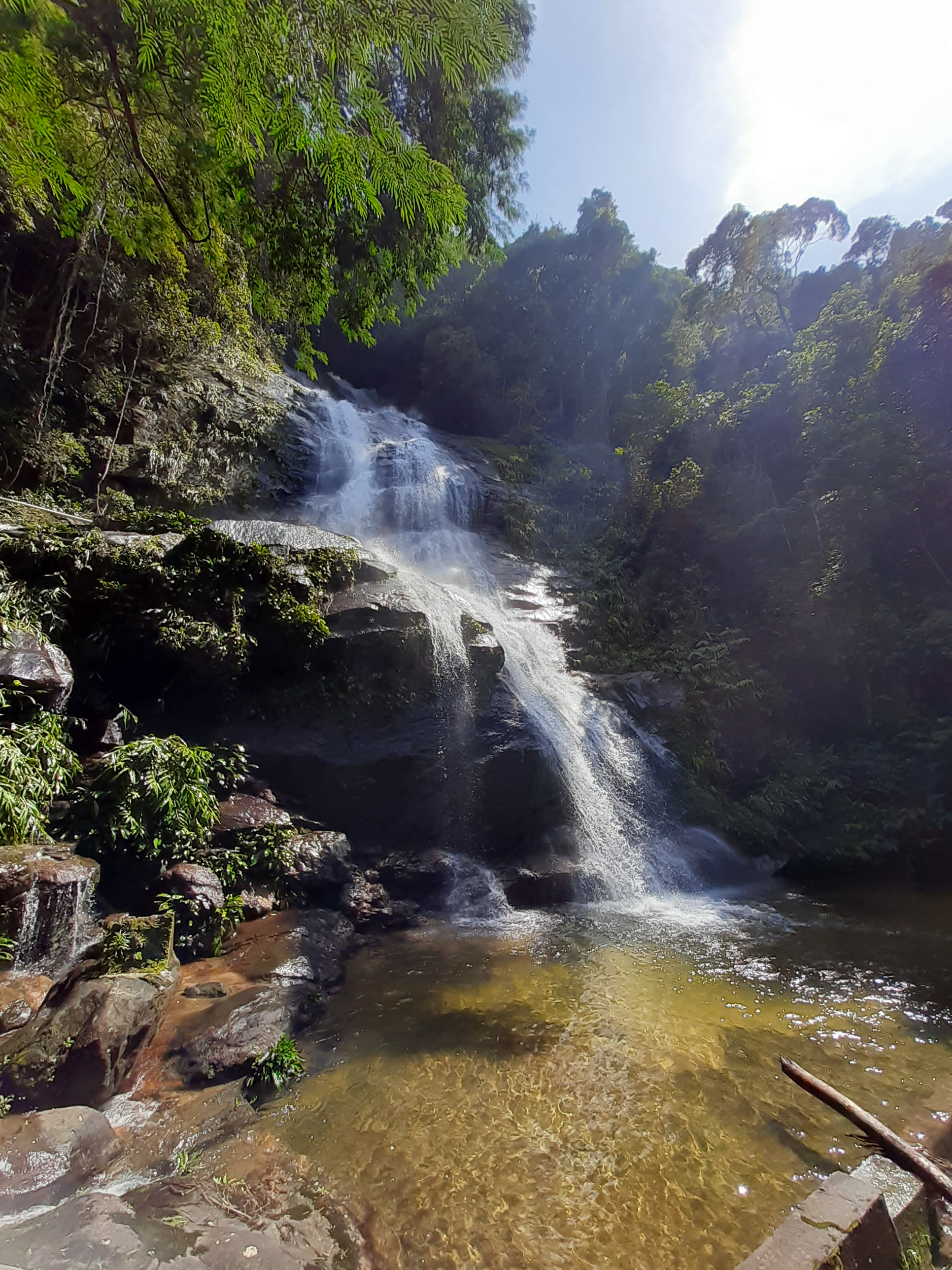
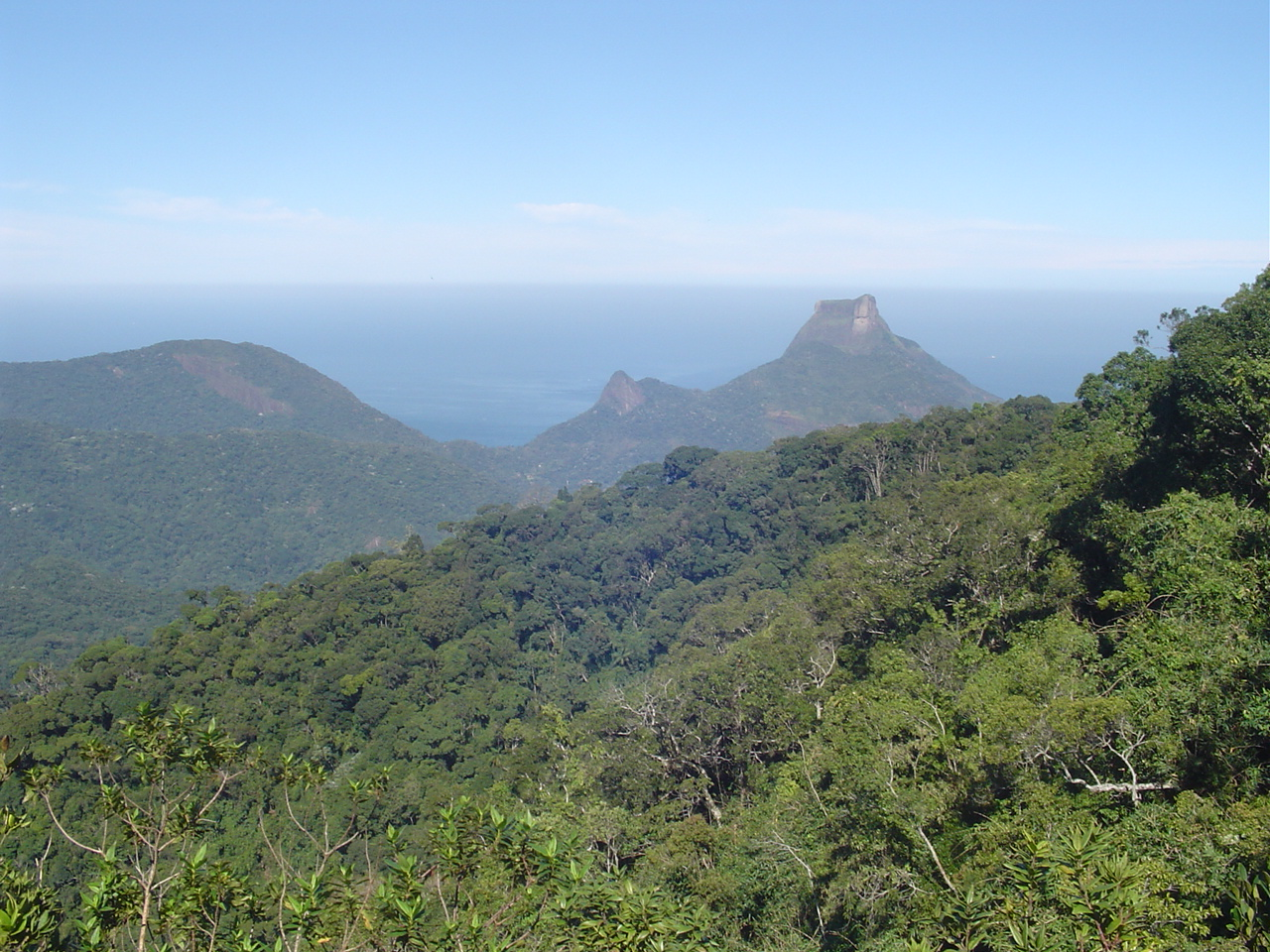
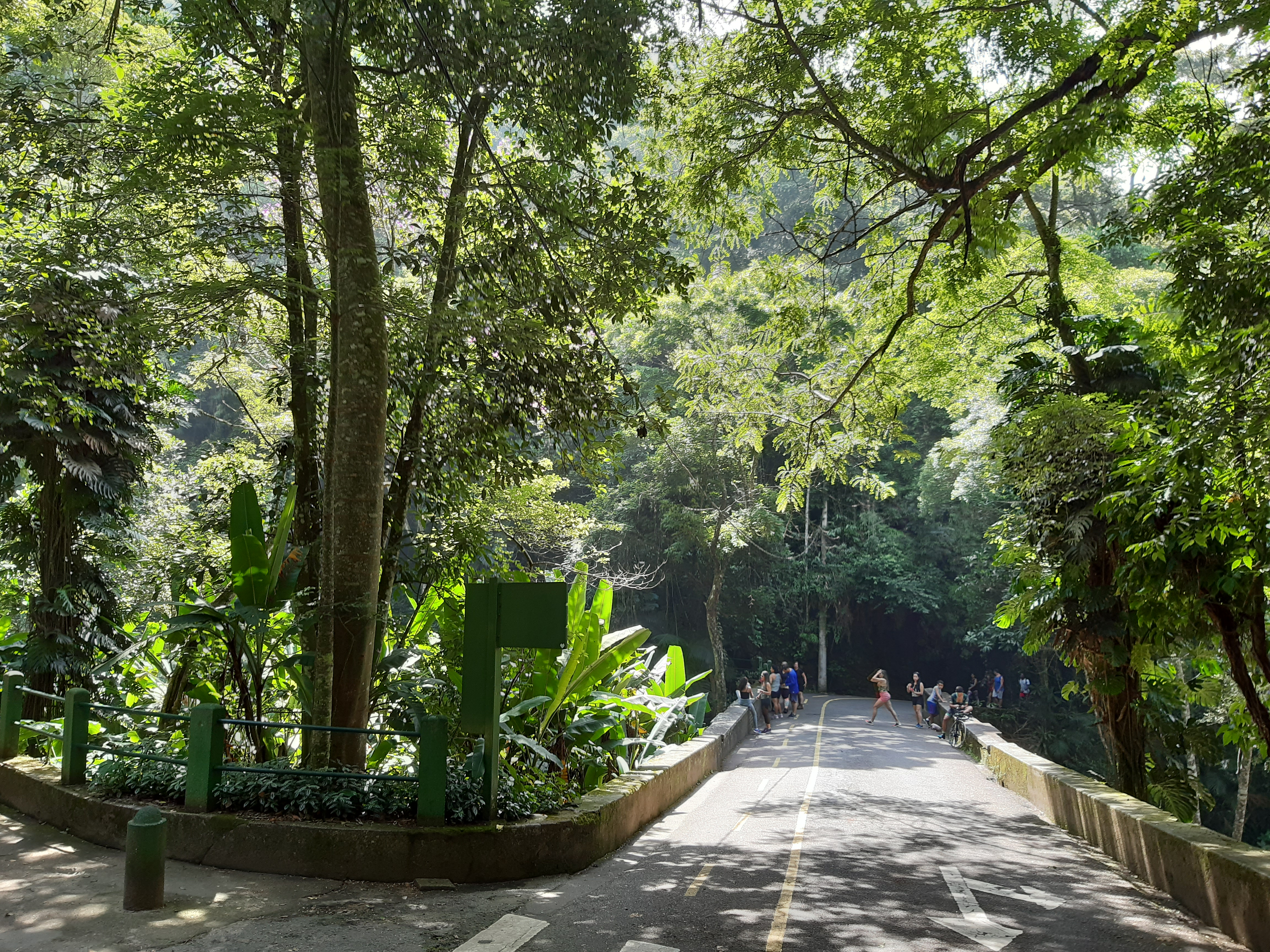
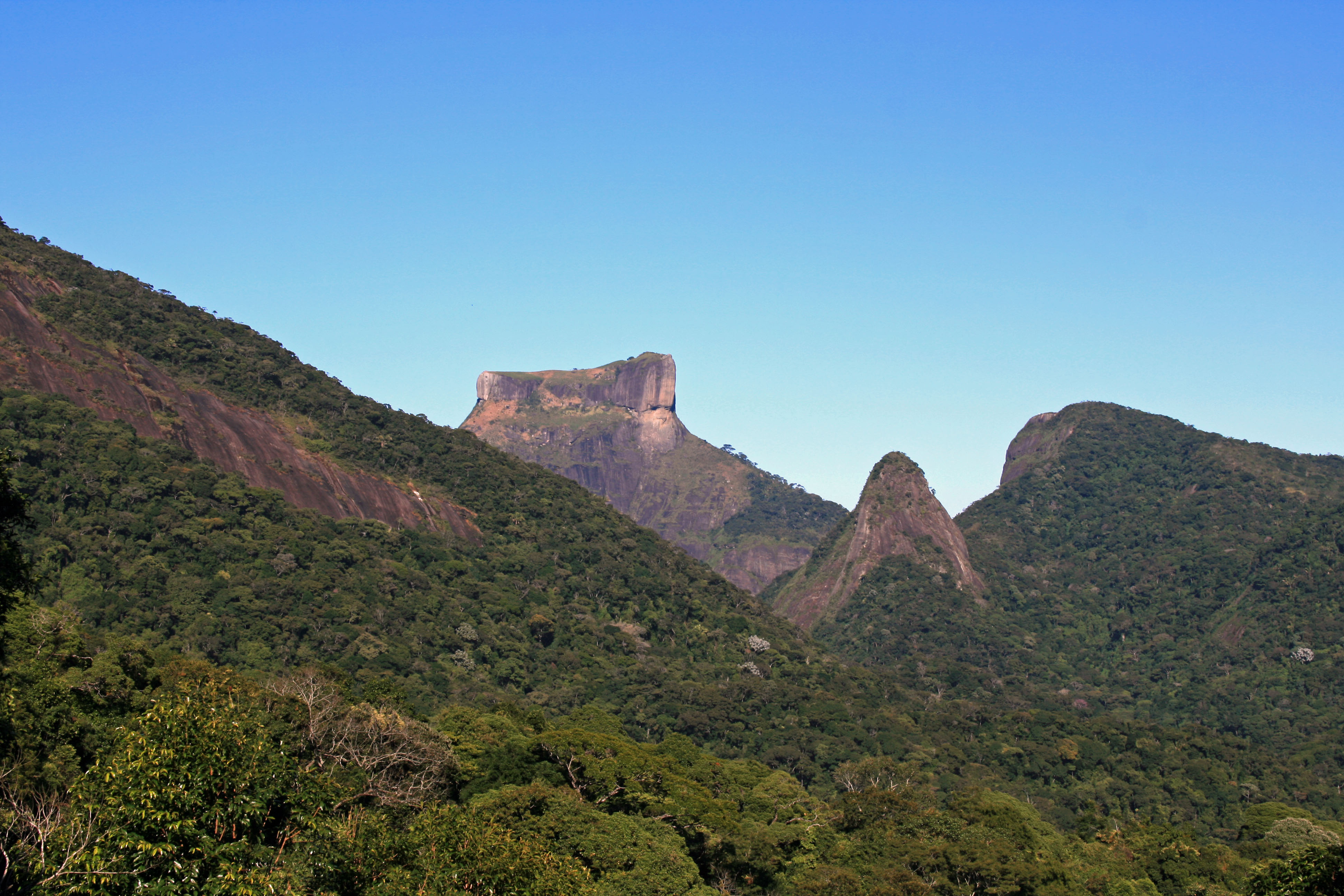
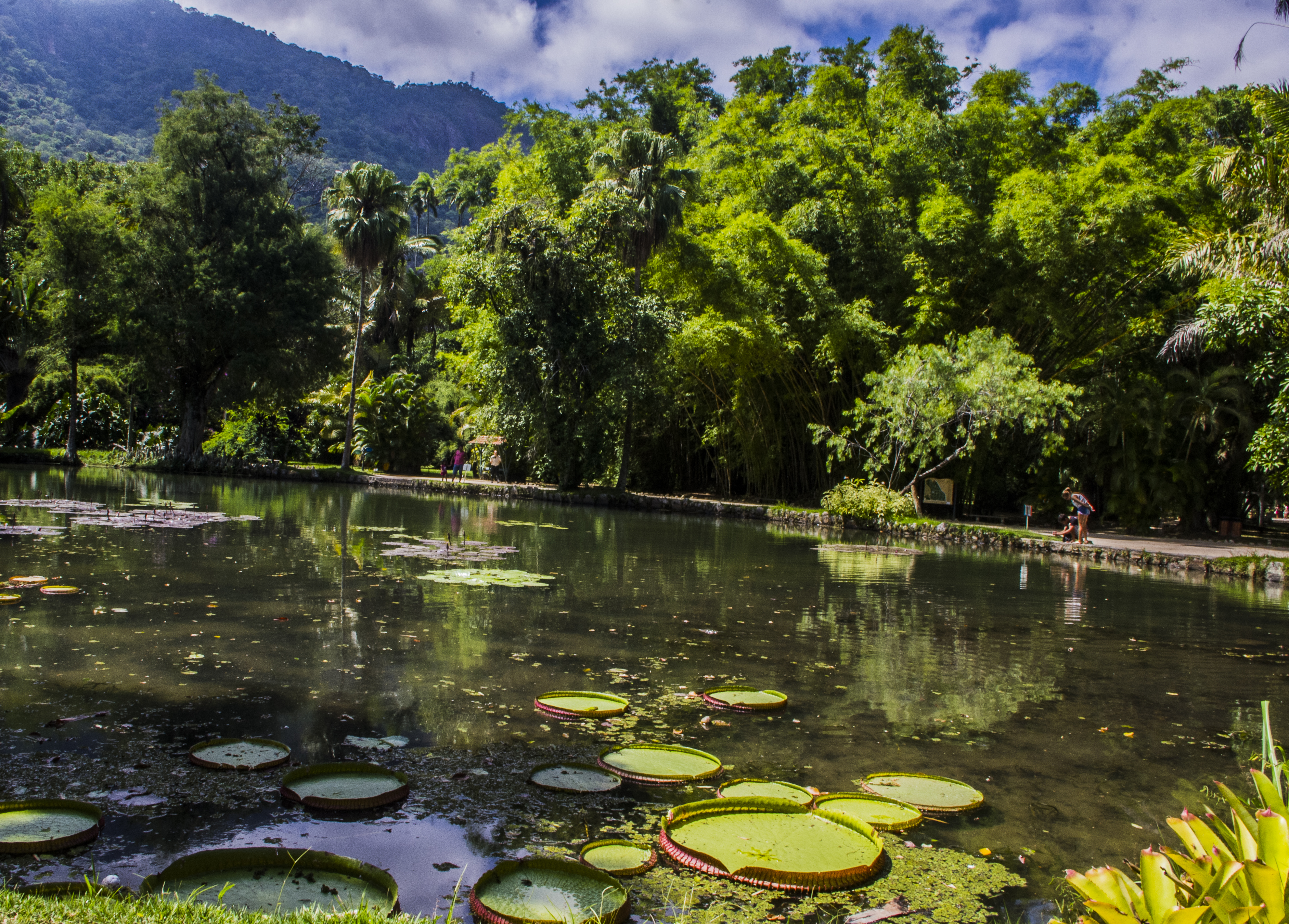
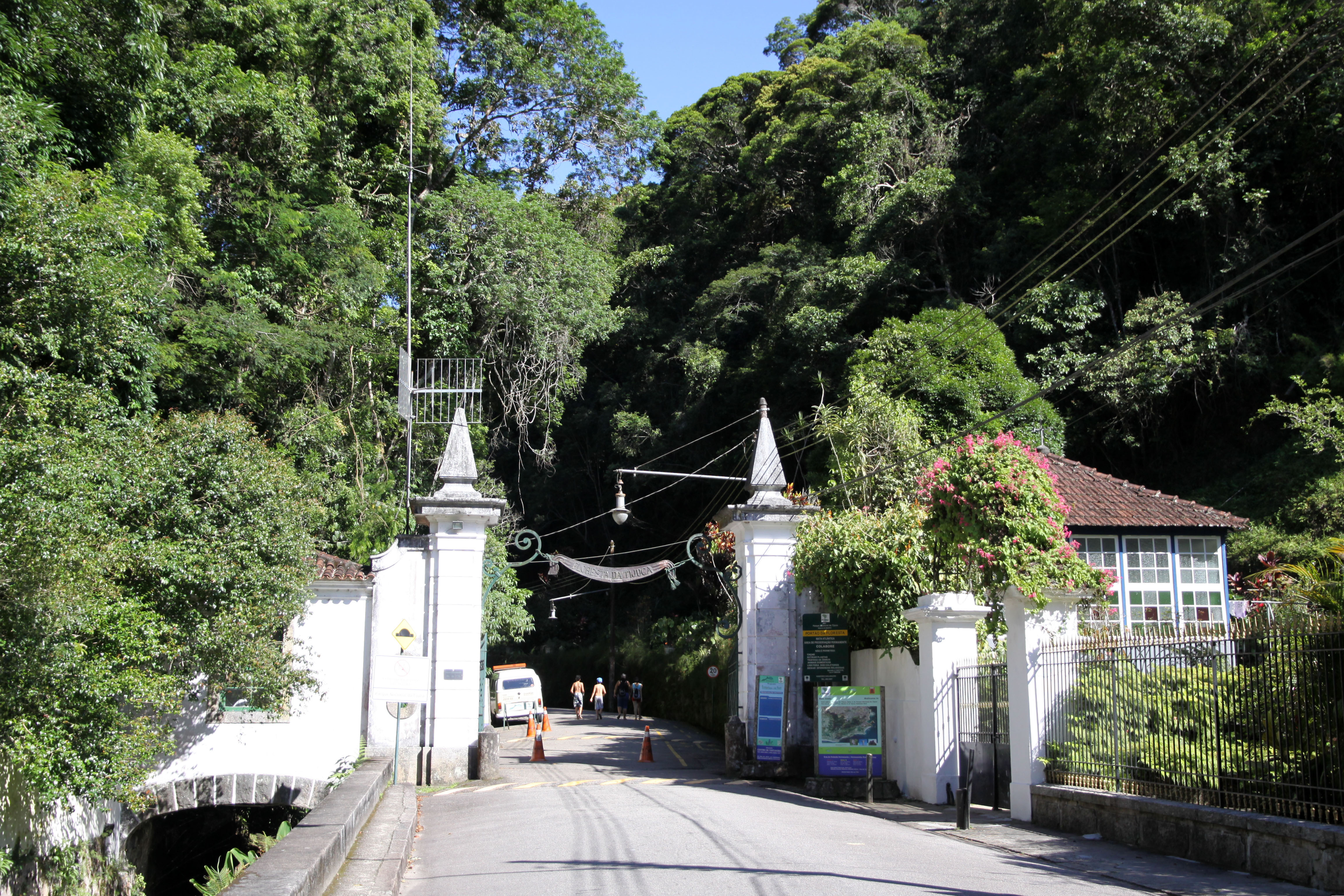
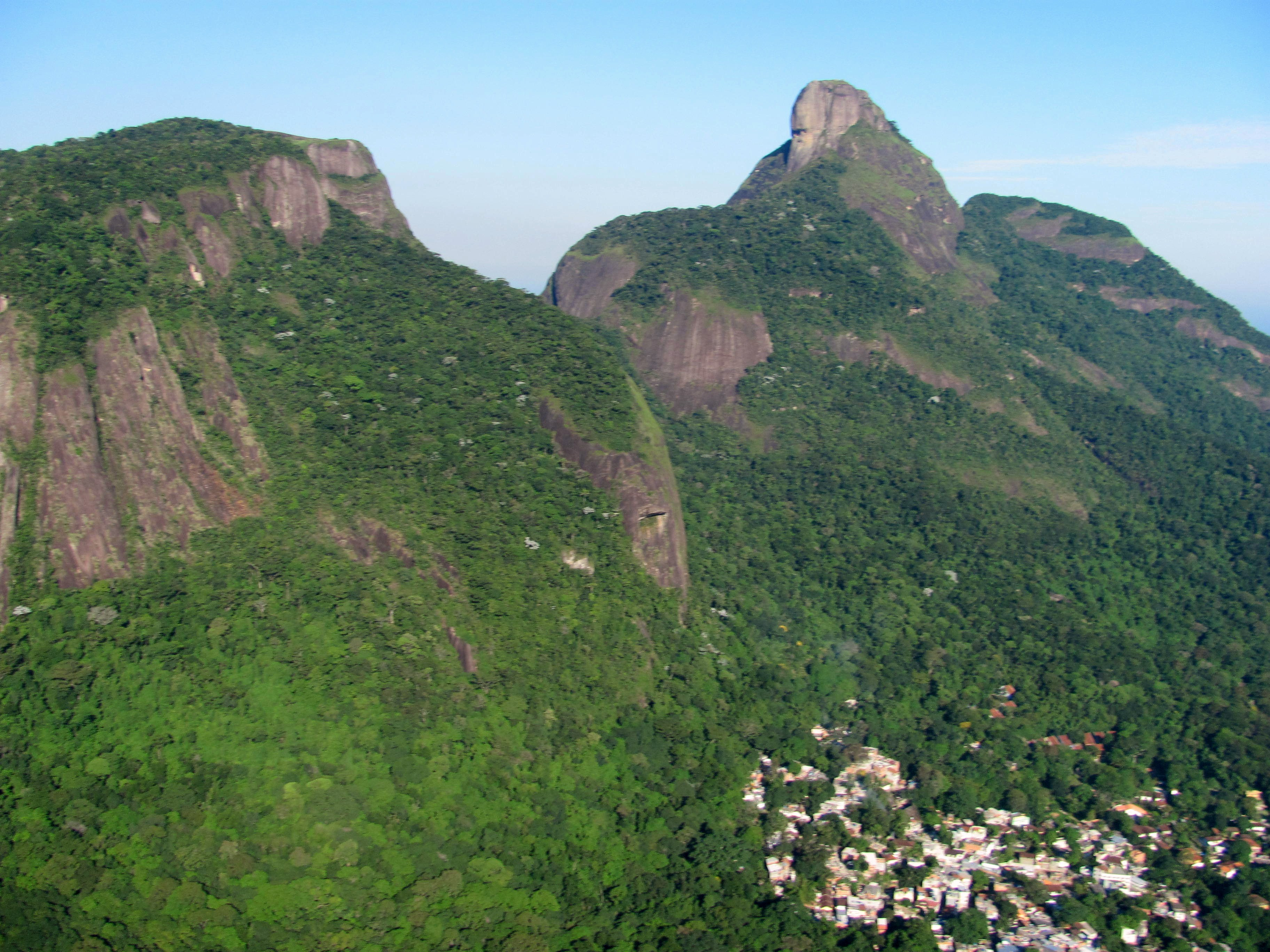
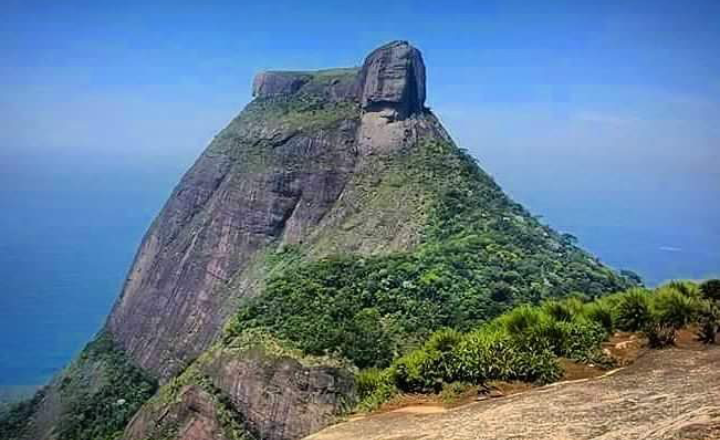
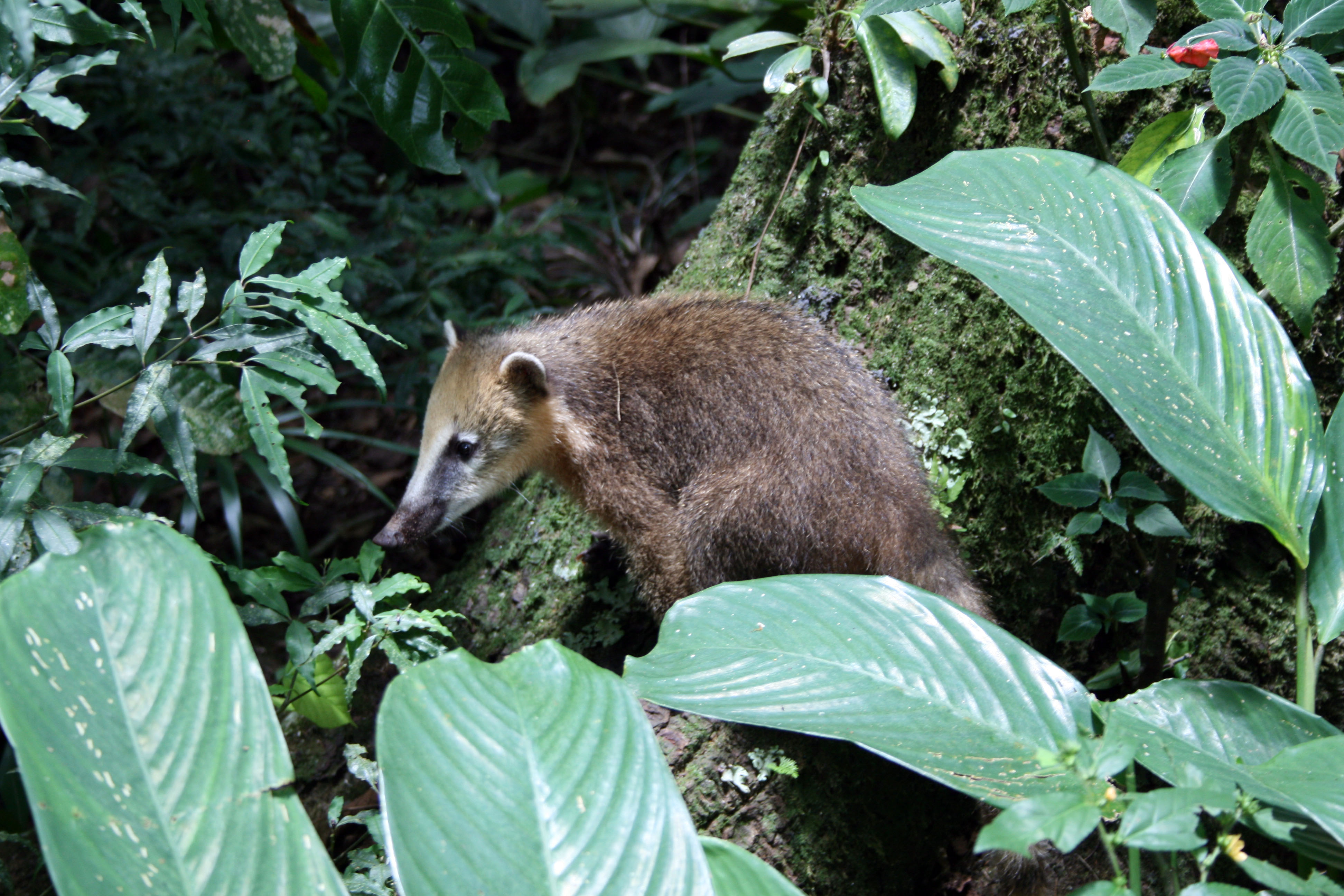